# 松崎龍夫
松崎 龍夫（まつざき たつお、1926年（大正15年）2月16日 - 1994年（平成6年）12月19日）は、日本の政治家。北茨城市長（1期）。
ゴルフ場開発をめぐる汚職事件で逮捕され、拘置中に自殺した。

## 来歴
山形県出身。茨城県立日立中学校（現・茨城県立日立第一高等学校）卒業。1945年（昭和20年）、海軍兵学校卒業。潜水艦の乗組員として出征。階級は中尉だった。復員後、華川村役場に奉職。華川村は1955年（昭和30年）に磯原町となり、磯原町は1956年（昭和31年）3月31日に5町村と合併し北茨城市となった。
1976年（昭和51年）、北茨城市助役に就任。1983年（昭和58年）5月の市長選への出馬を目論むが、3選を目指す現職の柴田章の支持者らに自宅に押しかけられ、断念を迫られる。結局出馬は取り止め、1985年（昭和60年）に助役を辞任。
1986年（昭和61年）10月29日、柴田章市長が任期中に死去。柴田の死去に伴って12月14日に行われた市長選に立候補。元市議の豊田稔ら3人の候補者を激戦の末破り、初当選した（松崎10,475票、豊田9,813票、柴田正久6,763票、小林一三5,060票）。
1990年（平成2年）の市長選は松崎と、前回敗れた豊田稔の一騎打ちとなった。松崎が梶山静六系列、豊田が塚原俊平系列に属していたことから、旧茨城2区内でしばしばみられた梶山・塚原の代理戦争の様相を呈した。社会党員が松崎を批判する会報を党支部に無断で配布するなど、エスカレートする選挙戦は革新勢力まで巻き込み、電機労連は松崎支持を、合化労連は豊田支持を表明した。当時、北茨城市では県内最多数の10のゴルフ場建設が計画されており、ゴルフ場開発の一時凍結・全面見直しを訴えた豊田が11月18日に行われた選挙で初当選。松崎は1期で退いた。

### 収賄容疑で逮捕、自殺
1994年（平成6年）12月6日、不動産会社グランディー（東京都千代田区）が北茨城市内に計画していたゴルフ場開発にからみ、東京地検特捜部に収賄容疑で逮捕された。
容疑内容は次のとおり。市長在職中の1990年（平成2年）7月末、東京都中央区の料亭でグランディーの社長、松崎、松崎の後援者の建設会社社長（以下、Aとする）の会合がもたれた。当時、グランディーはゴルフ場開発を手がけていた開発会社「雨情の里ゴルフ倶楽部」を買収し、北茨城市内の山林約134ヘクタールを開発してゴルフ場を造成する計画を進めていた。Aは、「雨情の里ゴルフ倶楽部」から、地元地権者の同意のとりまとめなど現地対策を任されていた人物で、かつ松崎とは古くからの顔見知りであった。グランディー社長が現金1,000万円の入った手提げ袋を松崎に差し出すと、Aが一旦それを受け取り、翌日市長室に届けた。ゴルフ場開発は都道府県が許可権を持っているが、実際には地元自治体の首長の同意の意見書が不可欠であり、特捜部は松崎への1,000万円を賄賂と判断した。この年の11月に行われた市長選ではゴルフ場建設の是非が大きな争点に浮上しており、建設反対を唱えた豊田稔候補者の攻勢に危機感を募らせたグランディーが地元政界への工作を強めた事件とみられる。
Aはまた、再選のための後援組織「如月会」を新たに作り松崎を支援。「如月会」はグランディーから資金提供を受け、告示前から結婚式場でカラーテレビを商品にしたカラオケ大会を開き、有権者を連日饗応した。なお、グランディーは豊田稔の当選後も買収の手を緩めず、同年12月下旬と1991年2月中旬に計1億5,000万円を豊田に上納している（豊田は1995年3月に逮捕）。
バブル期と任期を重ねた松崎は、1年間に9つものゴルフ場を選定、または増設を認めるなど、猛烈な開発推進市政を見せた。これは茨城県が1988年に「北茨城市など過疎・産炭地ならいくつものゴルフ場をつくってもよい」との方針を打ち出したことが背景にあった。乱開発を懸念した北茨城市は「ゴルフ場は市の総面積の5％以内」という独自の基準を設けたものの、この取り扱い方針には抜け道があった。議会関係者や農協組合長らで構成する「ゴルフ場開発選定委員会」に市長が諮問して認められれば、5％の基準を超えてもゴルフ場を開発できる、との但し書きが付いていた。「選定委員会は松崎派が委員の多数を占め、まるでゴルフ場を認めるために作ったような印象だった」と当時の関係者は証言している。
なおグランディー社長は1994年9月に手形偽造事件で逮捕されており、その後この事件はグランディーに巨額融資をしていた東武クレジット元役員らの特別背任事件に発展していた。
同年12月18日午前1時過ぎ、東京拘置所の部屋で衣類を使って首をつっているところを発見された。意識不明の状態で都内の病院に運ばれ、12月19日午後7時41分に死亡した。68歳没。